# Ugo Conti Sinibaldi
Ugo Maria Conti Sinibaldi, Conte, Patrizio di Faenza, Patrizio di San Marino (Bologna, 4 dicembre 1864 – Roma, 4 novembre 1942) è stato un giurista e politico italiano.

## Biografia
Laureato in giurisprudenza nella sua città, nel 1899 è docente di istituzioni di diritto e procedura penale all'università di Cagliari, in seguito a Messina, Modena, Siena e Pisa. Ha rappresentato l'Italia in numerosi congressi internazionali sul diritto penitenziario e presso la Commissione internazionale penale e penitenziaria di Berna, ed è stato inoltre delegato presso la Società delle Nazioni a Ginevra per i problemi della donna e del fanciullo. 
Benché tesserato al PNF solo dal 1925, già l'anno prima era autore di uno scritto che definiva la "rivoluzione fascista" un "atto di forza necessario", il cui "consolidamento dovrà tanto più sicuramente riprendersi eliminando gli eccessi", tra i quali annoverava il "gravissimo fatto Matteotti".
Alla nomina a senatore ricopre la carica di preside della facoltà di Giurisprudenza di Pisa.